# Dipsadoboa elongata
Dipsadoboa elongata är en ormart som beskrevs av BARBOUR 1914. Dipsadoboa elongata ingår i släktet Dipsadoboa och familjen snokar. Inga underarter finns listade i Catalogue of Life.
Enligt The Reptile Database är Dipsadoboa elongata ett synonym till Dipsadoboa viridis.